# 黑貓 (1991年電影)
《黑貓》（英語：Black cat）是1991年上映的一部香港特務動作電影，由冼杞然執導，梁琤、任達華及林祖輝主演。梁琤憑本片榮獲第11屆香港電影金像獎最佳新人。本片為歷史上在新加坡上映的首部R(A)級限制級華語電影，21歲以下人士不得觀看。本片設定和劇情參照法國電影《墮落花》。

## 劇情
反叛女孩Catherine（梁琤 飾）因意外殺警被判死刑，中情局看中了她異於常人的意志力和爆炸力，招攬並改造她成為女殺手，代號「黑貓」。中情局以她作為實驗品，把「黑貓」晶片植入其腦，一來可以刺激她的潛能，二來可隨時使其頭痛欲裂，只有服下組織提供的藥丸才能停止。受訓完畢後，組織派她前往香港執行刺殺任務。不料此行讓她遇上溫柔體貼的鳥類專家Allen（林祖輝 飾），二人墜入愛河，Catherine決定違抗組織命令，展開逃亡之路......

## 角色
| 演員            | 角色             | 備註             |
| 梁琤            | Catherine／Erica | CIA 特工         |
| 任達華          | Brian            | 殺手導師         |
| 林祖輝          | Allen            | 米埔環境保護主任 |
| Curtis Fraser   | 獄警             |                  |
| Denise Stauffer | 獄警             |                  |
| Randi Lynne     | 獄警             |                  |

## 製作

### 選角
據導演冼杞然當時在訪問中透露，女主角是從約200人中選出，最初不看好長髮的梁琤，後來她剪了短髮及進行健身後才決定選用。而據《光與影的集體回憶》一書所述，本片女主角第一人選為當時仍在求學階段的楊崢，惟一背部全裸鏡頭使其卻步，最終找來原名梁玉燕的梁琤（因冼杞然認為其原名過於土氣而為其更名）頂替，最終使她一炮而紅。
本片是電視演員出身的林祖輝首次主演電影。

### 取景
取景地包括香港、加拿大、日本的四個地區；日本外景共拍了11天，冼杞然提及的地名包括成田、伊豆、土肥。煞科戲則是在1991年7月13日於香港大埔拍攝有關直升機的場景。

### 版本
為了迎合馬來西亞對於殺人者不能逍遙法外的電影審查規定，本片拍攝了一個女主角遭槍殺的結局版本。

## 獎項
| 年份 | 頒獎典禮             | 獎項     | 名字 | 結果 |
| ---- | -------------------- | -------- | ---- | ---- |
| 1992 | 第11屆香港電影金像獎 | 最佳新人 | 梁琤 | 獲獎 |

## 外部連結
- 香港影庫上《黑貓》的資料（繁體中文）
- 開眼電影網上《黑貓》的資料（繁體中文）
- 时光网上《黑貓》的資料（简体中文）
- AllMovie上《黑貓》的资料（英文）
- 互联网电影数据库（IMDb）上《黑貓》的资料（英文）